# Vojlovica
 Ovo je glavno značenje pojma Vojlovica. Za pritoku Karašice pogledajte Vojlovica (rijeka).
Vojlovica je naselje u Republici Hrvatskoj, u sastavu Općine Čačinci, Virovitičko-podravska županija. 

## Stanovništvo
Prema popisu stanovništva iz 2001. godine, naselje je imalo 15 stanovnika te 7 obiteljskih kućanstava.
| broj stanovnika |       |       |       |       |       | 9     | 97    | 25    |       | 58    | 40    | 32    | 7     | 18    | 15    | 18    | 16    |
|                 | 1857. | 1869. | 1880. | 1890. | 1900. | 1910. | 1921. | 1931. | 1948. | 1953. | 1961. | 1971. | 1981. | 1991. | 2001. | 2011. | 2021. |